# Bleifeld

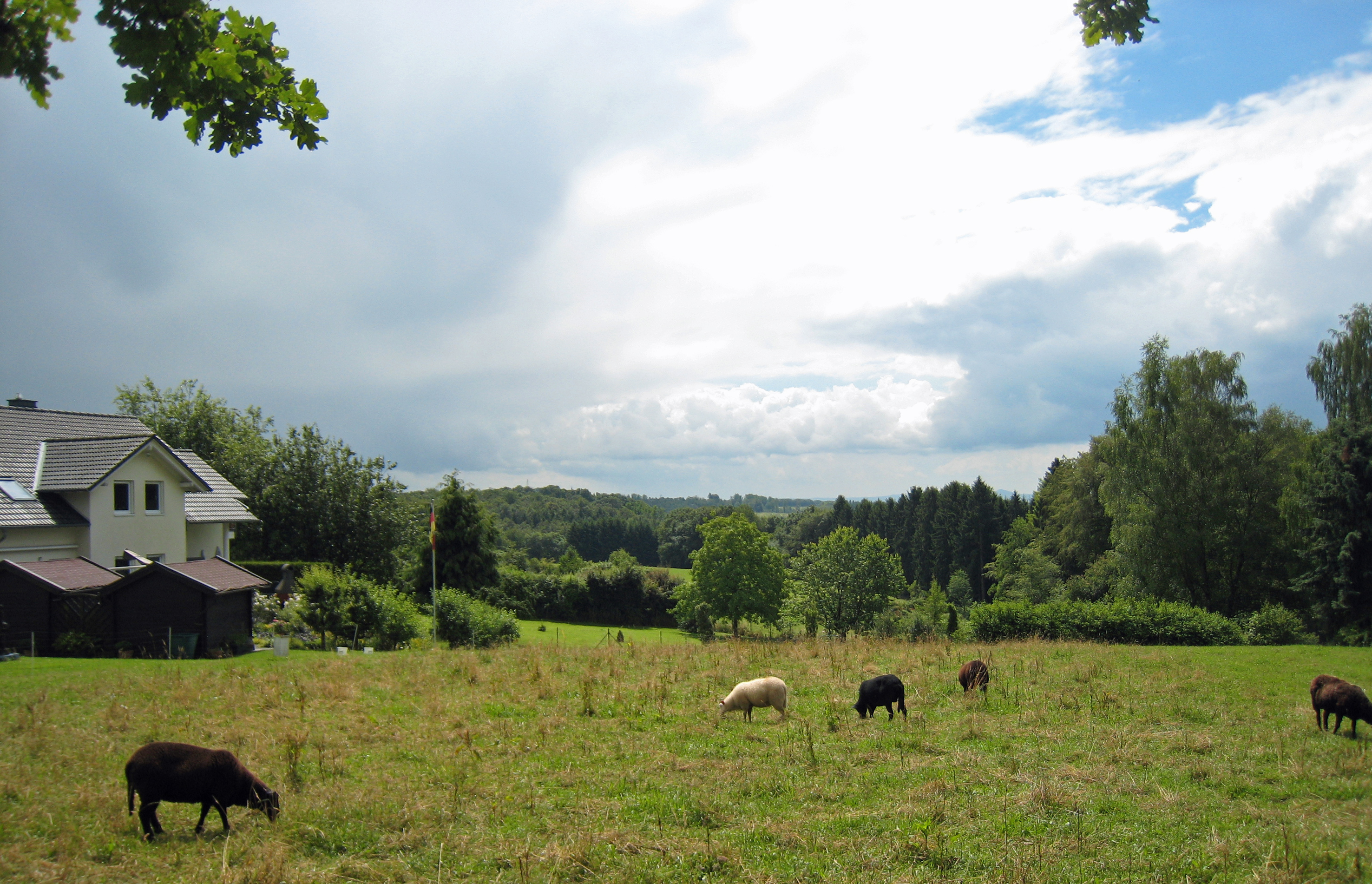
Blick vom nordwestlichen Ende der Straße Zum Frühlingschacht in Bleifeld auf die Lagerstätte Hangender Sommer

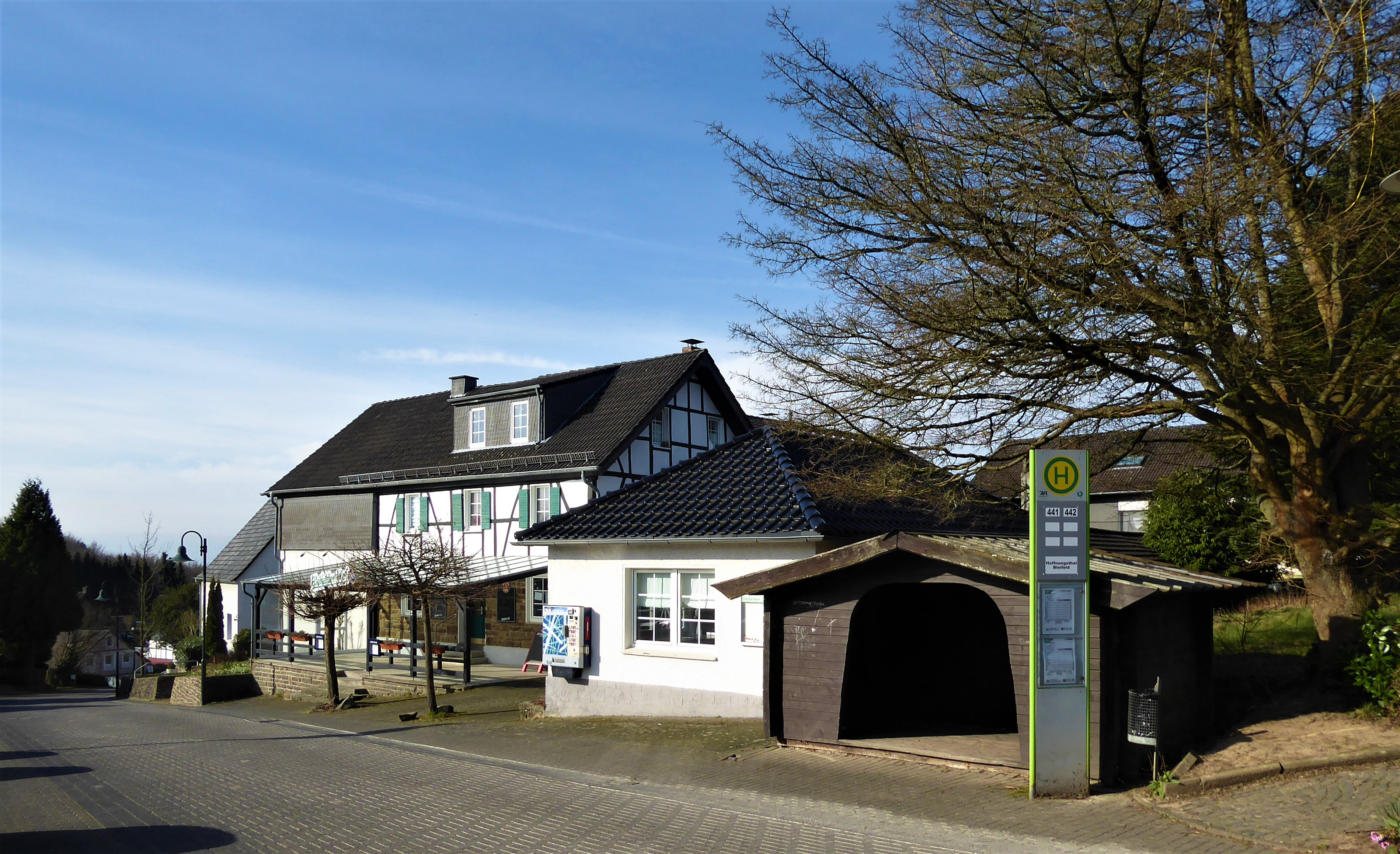
Im Ortskern von Bleifeld

Bleifeld ist ein Ortsteil von Rösrath im Rheinisch-Bergischen Kreis. Der Ort hat rund 450 Einwohner. Seinen Namen verdankt Bleifeld dem nahe liegenden Bergbau auf dem Lüderich, wo bereits die Römer in der Nähe des Frühlingschachts nach Blei gegraben haben.

## Geschichte
Eine Urkunde für das Jahr 1368 erwähnt am 24. März 1374 ein Lehen derer von Rennenberg zu Bleifeld. 1828 gab es in Bleifeld 15 Häuser mit 71 Einwohnern.

## Bergbau
Aus dem 12./13. Jahrhundert stammt das Gezähe im Bergischen Museum für Bergbau, Handwerk und Gewerbe in Bensberg, das man in 60 m Tiefe in einem Alten Mann nahe beim Frühlingschacht um 1900 gefunden hat. Bleifeld liegt auf der ehemals größten Erzlagerstätte, die es im Bensberger Erzrevier gegeben hat. Sie trug den Namen Hangender Sommer. Etwa zwei Drittel des gesamten Fördergutes der Grube Lüderich wurden hier in der Zeit von der Mitte der 1950er Jahre bis zur Schließung 1978 gewonnen. In der Umgebung von Bleifeld gab es weiteren Bergbau auf den Bergwerken Grube Anacker, Grube Aurora, Grube Gustav Bischof, Gruben Nestor und Peter, Grube Schnepfenthal, Grube Volta, Grube Wallenstein und Grube Wallenstein II.